# Peso da Régua
O Peso da Régua ou Régua é uma cidade portuguesa localizada na sub-região do Douro, pertencendo à região do Norte e ao distrito de Vila Real. 
É sede do Município de Peso da Régua que tem uma área total de 94,86 km2, 14.553 habitantes em 2021 e uma densidade populacional de 153 habitantes por km2, subdividido em 8 freguesias. O município é limitado a norte pelos municípios de Santa Marta de Penaguião e Vila Real, a leste por Sabrosa, a sul por Lamego e Armamar, a sudoeste por Mesão Frio e a oeste por Baião.
O concelho foi criado em 1836 por desmembramento de Santa Marta de Penaguião, tendo a sua sede sido elevada ao estatuto de cidade em 1985. É também conhecida como a capital internacional do vinho e da vinha.
Terra onde nasceram nomes entre os quais o médico e escritor João de Araújo Correia, Ferreirinha, Antão de Carvalho, Joaquim Manuel Magalhães, Jaime Silva (pintor), José Correia Cardoso Monteiro entre outros de importância local e nacional.
É o centro da região demarcada do Douro. Fica na parte central da Linha do Douro, entre Porto e Pocinho.
Tem como principal romaria as festas em honra de Nossa Senhora do Socorro, que todos os anos nos dias 14, 15 e 16 de agosto atraem milhares de pessoas para assistir a diversos pontos da festa.

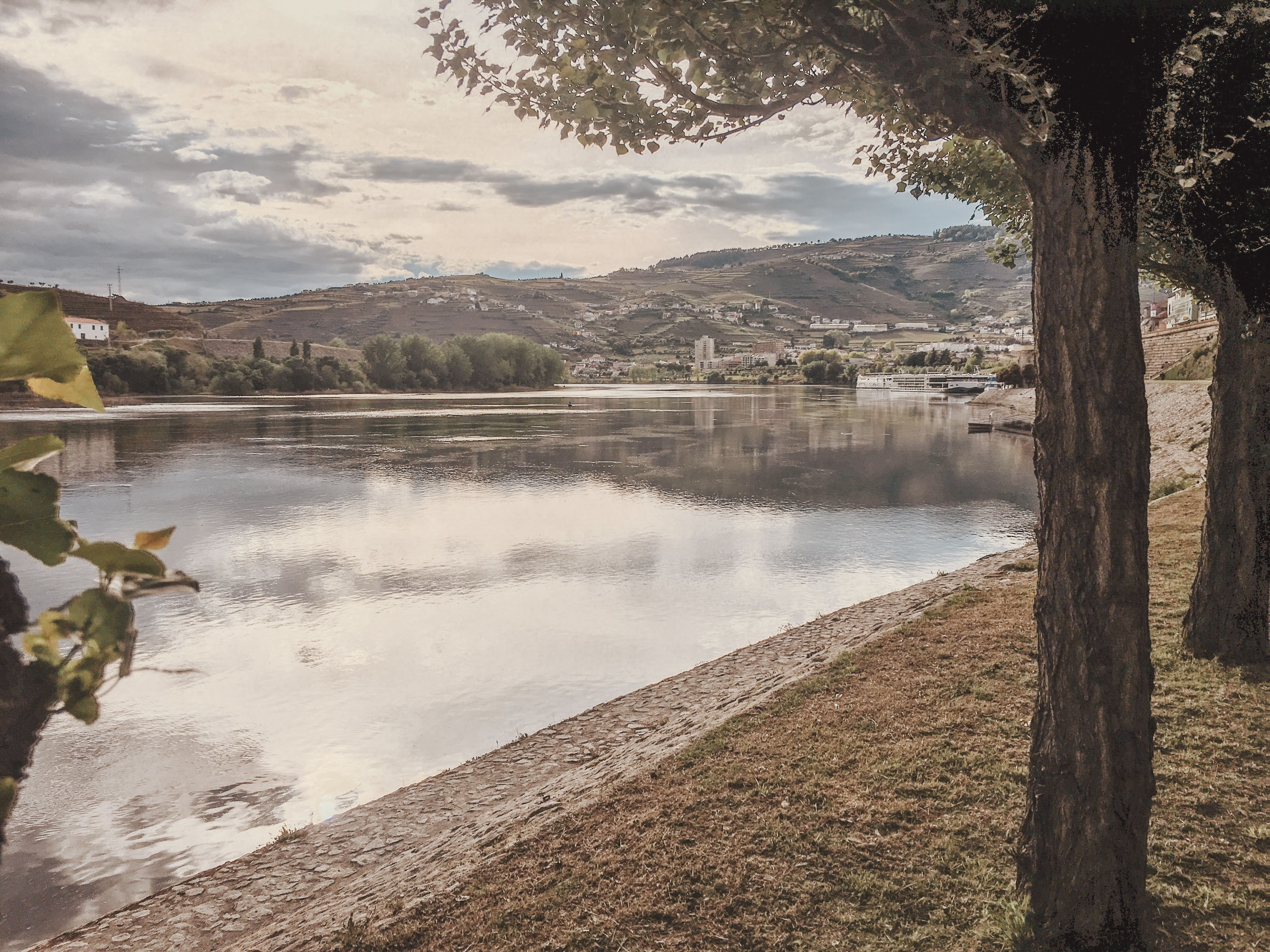

## Toponímia
O nome de Peso da Régua resulta da concatenação dos nomes das duas localidades que deram origem à moderna localidade. O Peso era a povoação original, desenvolvendo-se na encosta e correspondendo à parte alta da cidade actual. A Régua, correspondendo à parte baixa da actual cidade e estendendo-se ao longo das margens do Douro, cresceu com a chegada do comboio. A existência desta importante estação ferroviária (e do entreposto comercial do Vinho do Porto) deu notoriedade ao nome da Régua, razão pela qual na linguagem habitual Régua é frequentemente a forma de designar a localidade, Peso da Régua, que nasceu da fusão das duas antigas povoações.

## Património edificado
- Cemitério Mouro ou Fonte dos Mouros
- Solar da Família Vaz Osório ou Casa dos Vazes

## Património cultural
- Solar da Família Vaz Osório
- Edifício do Cine-Teatro Reguense
- Casa da Companhia Velha (actual Museu do Douro)
- Cais da Estação Ferroviária de Peso da Régua
- Marco granítico n.º 14

## Museus
- Museu do Douro, na Rua Marquês de Pombal
- Solar do Vinho Porto
- Museu Bombeiros Voluntários

## Festividades
As festas em honra de Nossa Senhora do Socorro ocorrem durante 3 dias em Agosto.
No dia 14 de agosto dá entrada na igreja do Peso alguns andores que participarão na procissão do triunfo, logo a seguir tem lugar o baile popular que se estende até às 24h, altura em que se realiza o arraial ou fogo de artifício. Logo após este espetáculo o baile popular continua. A seguir a este baile popular ainda se realiza outro que tem lugar no Largo do Eirô que durará pela noite dentro.
No dia 15 é de destacar a procissão do triunfo realizada durante a tarde. Esta procissão tem dois pontos altos: a ida de S. Marçal e da Nossa Senhora do Socorro aos bombeiros (nesse local é tocada uma sirene para os homenagear) e na marginal onde os andores do S. João do Rio e de Nossa Senhora do Socorro se vira para o rio e os barcos buzinam. Durante a noite é de destacar o baile popular que se estende até às 24h altura em que se realiza um arraial ou fogo de artifício laçado a partir do rio Douro. O baile popular continua até às 3h, altura em que sobem ao palco Dj's.
No dia 16 destaca-se a procissão do triunfo realizada durante a tarde. A chegada da procissão à igreja matriz realiza-se ao fim da tarde. Durante a noite há baile popular e DJ's.

## Evolução da população do município
★ Os Recenseamentos Gerais da população portuguesa tiveram lugar a partir de 1864, regendo-se pelas orientações do Congresso Internacional de Estatística de Bruxelas de 1853. Encontram-se disponíveis para consulta no site do Instituto Nacional de Estatística (INE). 

| Número de habitantes | Número de habitantes | Número de habitantes | Número de habitantes | Número de habitantes | Número de habitantes | Número de habitantes | Número de habitantes | Número de habitantes | Número de habitantes | Número de habitantes | Número de habitantes | Número de habitantes | Número de habitantes | Número de habitantes | Número de habitantes |
| -------------------- | -------------------- | -------------------- | -------------------- | -------------------- | -------------------- | -------------------- | -------------------- | -------------------- | -------------------- | -------------------- | -------------------- | -------------------- | -------------------- | -------------------- | -------------------- |
| 1864                 | 1878                 | 1890                 | 1900                 | 1911                 | 1920                 | 1930                 | 1940                 | 1950                 | 1960                 | 1970                 | 1981                 | 1991                 | 2001                 | 2011                 | 2021                 |
| 15672                | 16442                | 17231                | 18401                | 18869                | 19661                | 20612                | 23685                | 24739                | 22634                | 22925                | 22472                | 21567                | 18832                | 17131                | 14540                |

(Obs.: Número de habitantes "residentes", ou seja, que tinham a residência oficial neste concelho à data em que os censos  se realizaram.)
| Número de habitantes por grupo etário | Número de habitantes por grupo etário | Número de habitantes por grupo etário | Número de habitantes por grupo etário | Número de habitantes por grupo etário | Número de habitantes por grupo etário | Número de habitantes por grupo etário | Número de habitantes por grupo etário | Número de habitantes por grupo etário | Número de habitantes por grupo etário | Número de habitantes por grupo etário | Número de habitantes por grupo etário | Número de habitantes por grupo etário | Número de habitantes por grupo etário |
| ------------------------------------- | ------------------------------------- | ------------------------------------- | ------------------------------------- | ------------------------------------- | ------------------------------------- | ------------------------------------- | ------------------------------------- | ------------------------------------- | ------------------------------------- | ------------------------------------- | ------------------------------------- | ------------------------------------- | ------------------------------------- |
|                                       | 1900                                  | 1911                                  | 1920                                  | 1930                                  | 1940                                  | 1950                                  | 1960                                  | 1970                                  | 1981                                  | 1991                                  | 2001                                  | 2011                                  | 2021                                  |
| 0-14 Anos                             | 6 655                                 | 6 824                                 | 6 194                                 | 6 228                                 | 8 176                                 | 7 793                                 | 7 429                                 | 7 920                                 | 6 729                                 | 4 923                                 | 3 194                                 | 2 322                                 | 1 550                                 |
| 15-24 Anos                            | 3 422                                 | 3 514                                 | 4 783                                 | 4 436                                 | 4 273                                 | 4 540                                 | 3 646                                 | 3 740                                 | 4 192                                 | 4 054                                 | 2 941                                 | 2 088                                 | 1 466                                 |
| 25-64 Anos                            | 7 404                                 | 7 608                                 | 8 033                                 | 8 860                                 | 9 720                                 | 10 365                                | 9 953                                 | 9 350                                 | 9 234                                 | 9 926                                 | 9 649                                 | 9 368                                 | 7 669                                 |
| = ou > 65 Anos                        | 1 007                                 | 1 012                                 | 827                                   | 966                                   | 1 228                                 | 1 542                                 | 1 606                                 | 1 915                                 | 2 317                                 | 2 664                                 | 3 048                                 | 3 353                                 | 3 855                                 |

(Obs: De 1900 a 1950 os dados referem-se à população "de facto", ou seja, que estava presente no concelho à data em que os censos se realizaram. Daí que se registem algumas diferenças relativamente à designada "população residente")

## Freguesias

Freguesias do município de Peso da Régua

O município de Peso da Régua está dividido em 8 freguesias:
| - Galafura e Covelinhas - Moura Morta e Vinhós - Peso da Régua e Godim - Poiares e Canelas | - Fontelas - Loureiro - Sedielos - Vilarinho dos Freires |

## Política

### Eleições autárquicas[7]
| Data | %     | V     | %      | V      | %       | V       | %              | V            | %              | V  | %              | V     | %              | V  | %  | V  | Participação |                |
| Data | PS    | PS    | CDS-PP | CDS-PP | PPD/PSD | PPD/PSD | FEPU/APU/CDU   | FEPU/APU/CDU | AD             | AD | OCMLP          | OCMLP | BE             | BE | CH | CH | Participação |                |
| ---- | ----- | ----- | ------ | ------ | ------- | ------- | -------------- | ------------ | -------------- | -- | -------------- | ----- | -------------- | -- | -- | -- | ------------ | -------------- |
| Data | 1976  | 35,40 | 3      | 29,00  | 2       | 23,33   | 2              | 5,81         | -              |    |                |       |                |    |    |    |              | 54,87 / 100,00 |
| 1979 | 51,47 | 4     | AD     | AD     | AD      | AD      | 4,78           | -            | 38,88          | 3  | 70,39 / 100,00 |       |                |    |    |    |              |                |
| 1982 | 52,52 | 4     | AD     | AD     | AD      | AD      | 6,03           | -            | 35,54          | 3  | 0,52           | -     | 68,99 / 100,00 |    |    |    |              |                |
| 1985 | 49,15 | 4     |        |        | 43,36   | 3       | 4,00           | -            |                |    |                |       | 66,24 / 100,00 |    |    |    |              |                |
| 1989 | 33,49 | 3     | 18,90  | 1      | 42,54   | 3       | 2,05           | -            | 68,62 / 100,00 |    |                |       |                |    |    |    |              |                |
| 1993 | 36,75 | 3     | 6,70   | -      | 51,03   | 4       | 2,20           | -            | 65,72 / 100,00 |    |                |       |                |    |    |    |              |                |
| 1997 | 45,72 | 4     | 5,62   | -      | 43,34   | 3       | 1,97           | -            | 63,12 / 100,00 |    |                |       |                |    |    |    |              |                |
| 2001 | 48,97 | 4     | 2,32   | -      | 42,25   | 3       | 2,77           | -            | 63,24 / 100,00 |    |                |       |                |    |    |    |              |                |
| 2005 | 44,11 | 3     | 1,81   | -      | 46,95   | 4       | 3,66           | -            | 63,14 / 100,00 |    |                |       |                |    |    |    |              |                |
| 2009 | 24,95 | 2     | 3,15   | -      | 66,34   | 5       | 2,65           | -            | 62,12 / 100,00 |    |                |       |                |    |    |    |              |                |
| 2013 | 33,97 | 3     |        |        | 56,42   | 4       | 4,16           | -            | 58,73 / 100,00 |    |                |       |                |    |    |    |              |                |
| 2017 | 38,91 | 3     | 55,14  | 4      | 2,53    | -       | 60,90 / 100,00 |              |                |    |                |       |                |    |    |    |              |                |
| 2021 | 36,79 | 3     | 0,62   | -      | 53,66   | 4       | 1,57           | -            | 2,20           | -  | 1,93           | -     | 58,83 / 100,00 |    |    |    |              |                |

### Eleições legislativas
| Data | %     | %     | %     | %    | %     | %     | %        | %     | %    | %     | %    | %   | %       | % | %  | %  |
| Data | PS    | PSD   | CDS   | PCP  | UDP   | AD    | APU/ CDU | FRS   | PRD  | PSN   | BE   | PAN | PSD CDS | L | CH | IL |
| ---- | ----- | ----- | ----- | ---- | ----- | ----- | -------- | ----- | ---- | ----- | ---- | --- | ------- | - | -- | -- |
| 1976 | 42,14 | 20,69 | 20,40 | 4,38 | 0,64  |       |          |       |      |       |      |     |         |   |    |    |
| 1979 | 39,74 | AD    | AD    | APU  | 1,72  | 41,32 | 8,47     |       |      |       |      |     |         |   |    |    |
| 1980 | FRS   | AD    | AD    | APU  | 0,90  | 44,91 | 7,85     | 36,67 |      |       |      |     |         |   |    |    |
| 1983 | 45,86 | 24,91 | 13,19 | APU  | 0,55  |       | 9,40     |       |      |       |      |     |         |   |    |    |
| 1985 | 30,89 | 26,16 | 12,48 | APU  | 1,04  | 9,08  | 13,58    |       |      |       |      |     |         |   |    |    |
| 1987 | 26,31 | 52,97 | 5,03  | CDU  | 0,53  | 6,48  | 1,93     |       |      |       |      |     |         |   |    |    |
| 1991 | 31,39 | 53,44 | 4,96  | CDU  |       | 4,14  | 0,41     | 1,27  |      |       |      |     |         |   |    |    |
| 1995 | 50,39 | 32,76 | 9,33  | CDU  | 0,33  | 3,60  |          | 0,25  |      |       |      |     |         |   |    |    |
| 1999 | 50,39 | 31,96 | 9,05  | CDU  |       | 3,82  | 0,20     | 1,07  |      |       |      |     |         |   |    |    |
| 2002 | 42,62 | 41,40 | 8,54  | CDU  | 3,14  |       | 1,35     |       |      |       |      |     |         |   |    |    |
| 2005 | 54,09 | 27,88 | 5,85  | CDU  | 4,68  | 3,46  |          |       |      |       |      |     |         |   |    |    |
| 2009 | 39,76 | 33,38 | 10,77 | CDU  | 4,96  | 6,39  |          |       |      |       |      |     |         |   |    |    |
| 2011 | 34,86 | 41,81 | 10,06 | CDU  | 5,30  | 2,94  | 0,34     |       |      |       |      |     |         |   |    |    |
| 2015 | 37,95 | CDS   | PSD   | CDU  | 4,98  | 6,65  | 0,58     | 42,81 | 0,36 |       |      |     |         |   |    |    |
| 2019 | 43,01 | 34,18 | 3,51  | CDU  | 3,51  | 6,39  | 1,55     |       | 0,50 | 0,86  | 0,30 |     |         |   |    |    |
| 2022 | 46,98 | 34,52 | 1,34  | CDU  | 2,69  | 2,79  | 0,66     | 0,43  | 6,53 | 1,91  |      |     |         |   |    |    |
| 2024 | 34,83 | AD    | AD    | CDU  | 33,05 | 2,00  | 2,86     | 0,82  | 1,20 | 17,64 | 2,44 |     |         |   |    |    |